# Таляк
Таляк (الطلاق — розлучення) — розлучення в ісламі. Право оголосити про розлучення має чоловік або шаріатський суддя, що виносить рішення на прохання дружини. Чоловік, що дає розлучення дружині, повинен бути повнолітнім, при розумі і розлучатися з власної волі.

Розлучатися можна тільки в крайніх і виняткових випадках, коли спільні сімейні відносини стають неможливими.